# Lawrence Auster
Lawrence Auster (26 de enero de 1949 - 29 de marzo de 2013) fue un bloguero racialista y ensayista estadounidense conservador tradicionalista que escribía sobre inmigración y multiculturalismo.

## Vida personal
Auster se crio en Nueva Jersey. Asistió a la Universidad de Columbia durante dos años, después de terminar un BA en Inglés en la Universidad de Colorado en Boulder. Se mudó a Manhattan en 1978, y residió allí hasta los últimos meses de su vida, cuando se trasladó a Pensilvania. Allí, primero se alojó en la casa de un amigo de la familia y pronto fue a un hospicio. No fue, como se ha dicho, un abogado.
Auster nunca se casó. Era primo del novelista Paul Auster.
Auster murió de cáncer de páncreas en West Chester, Pensilvania el 29 de marzo de 2013. Justo antes de su muerte, fue recibido en la Iglesia católica.

## Escritos
Auster es autor de varias obras sobre inmigración y multiculturalismo, entre las que destaca The Path to National Suicide, publicado originalmente por la American Immigration Control Foundation (AICF) en 1990. El libro reclama un mayor debate público sobre la política de inmigración de Estados Unidos y la "ortodoxia" que la sustenta. En Alien Nation: Common Sense About America's Immigration Disaster, Peter Brimelow se refiere al libro de Auster como "quizás el producto literario más notable de la clandestinidad restriccionista, una obra que creo que algún día se considerará un panfleto político a la altura del El sentido común de Thomas Paine". El profesor Gabriel Chin ha calificado a Auster de "padrino olvidado del movimiento restriccionista".
El trabajo de Auster apareció en numerosas publicaciones, como National Review, FrontPage Magazine, Human Events, WorldNetDaily y The Social Contract.
Auster editó un blog diario, View from the Right (VFR). Asumió la dirección del escritor James Kalb. Auster publicó su último post el 24 de marzo de 2013.

## Opiniones políticas
Auster escribió: "Siempre me he llamado a mí mismo racialista, lo que para mí significa dos cosas. En primer lugar, como proposición general, creo que la raza importa de todas las maneras. En segundo lugar, me importa la raza blanca. Es la fuente y es inseparable de todo lo que somos, de todo lo que tenemos y de todo lo que nuestra civilización ha logrado". No se autoidentificó como nacionalista blanco. Como cuestión táctica, Auster aceptó la definición convencional de racismo como "la connotación de lo moralmente malo, de la opresión y el odio".
El Southern Poverty Law Center (SPLC) insinuó que Auster era racista porque intervino en una conferencia de American Renaissance, pronunciando un discurso titulado "El multiculturalismo y la guerra contra la América blanca". Fue uno de los diez oradores que intervinieron en la primera conferencia de la revista en 1994, pero no intervino allí después. Criticó a Jared Taylor por tolerar al antiguo miembro del Ku Klux Klan David Duke y al moderador de Stormfront Jamie Kelso, que asistieron a la conferencia e hicieron preguntas. Auster seguía apoyando las opiniones personales de Taylor, así como las del difunto Samuel Francis, otro orador frecuente de las conferencias.
Auster fue un colaborador ocasional de FrontPage Magazine hasta 2007, cuando la publicación cortó sus lazos con Auster por un artículo que escribió en el que se quejaba de que "cada historia de violación de negros contra blancos se informa de forma aislada, no se presenta como parte de un patrón más amplio" y que "las mujeres blancas de este país son el objetivo de los violadores negros". En respuesta a su exclusión de FrontPage Magazine, Auster afirmó que el editor David Horowitz se había "comportado de la manera más escandalosamente correcta que he visto en mi vida".